# Plagithmysus blackburni
Plagithmysus blackburni är en skalbaggsart som först beskrevs av Sharp 1885.  Plagithmysus blackburni ingår i släktet Plagithmysus och familjen långhorningar. Inga underarter finns listade i Catalogue of Life.